# Arvid Rydman
Arvid Rydman (Alavus, Ostrobòtnia del Sud, 25 de juny de 1884 – Pori, 14 de maig de 1953) va ser un gimnasta finlandès que va competir a començaments del segle xx.
El 1912 va prendre part en els Jocs Olímpics d'Estocolm, on va guanyar la medalla de plata en el concurs per equips, sistema lliure del programa de gimnàstica.
Després de posar punt final a seva carrera esportiva, a partir de 1930 i fins a la seva mort fou el director del Museu Satakunta de Pori. Rydman es va casar amb Kerttu Snellman, neta de Johan Vilhelm Snellman.